# 開元寺 (潮州市)
開元寺（かいげんじ）は、中華人民共和国広東省潮州市湘橋区にある仏教寺院。

## 歴史
開元寺は唐の開元26年（738年）に建立された。当時は茘峰寺と称した。
元代に「開元万寿禅寺」と改称。
明代に「開元鎮国禅寺」と改称。
清代に開元寺に正式に改名した。
1950年、純信に寺衆の推戴を受けて住持となった。純信が伽藍を整備した。1962年、広東省人民政府は仏寺を広東省文物保護単位に認定した。1983年、中華人民共和国国務院は仏寺を漢族地区仏教全国重点寺院に認定した。2001年6月25日、中華人民共和国国務院は仏寺を全国重点文物保護単位に認定した。

## 伽藍
山門、天王殿、大雄宝殿、泰仏殿、大悲殿、蔵経閣